# انزو تورکو
انزو تورکو (انگلیسی: Enzo Turco؛ ۱۹۰۲ – ۷ ژوئیهٔ ۱۹۸۳) یک هنرپیشه اهل ایتالیا بود. 
از فیلم‌ها یا برنامه‌های تلویزیونی که وی در آن نقش داشته است می‌توان به قلب و روح و فقر و نجابت اشاره کرد.